# Line Uno
Line Uno Jensen, née le 19 octobre 1993 à Kolding, est une handballeuse internationale danoise évoluant au poste de demi-centre. 

## Biographie
Pour la saison 2019-2020, elle s'engage avec l'ES Besançon pour sa première expérience hors du Danemark.